# 藏-喜马拉雅语群
藏-喜马拉雅语群（Bodish-Himalayish），是藏缅语族的一個可能支系。这里采用的是Van Driem（2001）的名称；Bradley（1997）把它称为藏/金瑙尔语支（Tibetan/Kanauri）；马蒂索夫称为藏-金瑙尔语支（Tibeto-Kanauri）。这些概念的范围不完全相同。

## 分類
范·德里姆（Van Driem）和布拉德利(Bradley)的分类方案如下：
- 藏语支，600万人
- 达芒语支，160万人
- 西喜马拉雅语支，10万人：包括金瑙尔语（印度喜马偕尔邦金瑙尔县）

杜冠明（Thurgood 2003）把西喜马拉雅语支归入他提出的戎语群（Rungic），而把北门巴语支归入藏语群（Bodic）。他的藏语群分类如下：
- A组（核心）
  - 藏语支，600万人
  - 达芒语支，160万人
  - 北门巴语支，5万人
- B组
  - 雷布查语、尼瓦尔语，90万人
  - 仓洛语（暂定），14万人

## 延伸閲讀
- Bradley, David. . Christopher I. Beckwith  (编). . Brill's Tibetan studies library 1. BRILL: 73–112. 2002. ISBN 978-90-04-12424-0.
- Hale, Austin. . . Trends in Linguistics 14. Walter de Gruyter. 1982: 30–49 passim. ISBN 978-90-279-3379-9.
- Singh, Rajendra. . Trends in Linguistics, Studies and Monographs 222. Walter de Gruyter. 2009: 154–161. ISBN 978-3-11-022559-4.

Template:Bodic languages
Template:Sino-Tibetan branches